# عامر غوياك
عامر غوياك (بالبوسنوية: Amer Gojak)‏ (13 فبراير 1997 بسراييفو في البوسنة والهرسك - ) هو لاعب كرة قدم بوسني في مركز الوسط. شارك مع منتخب البوسنة والهرسك تحت 17 سنة لكرة القدم ومنتخب البوسنة والهرسك تحت 18 سنة لكرة القدم ومنتخب البوسنة والهرسك تحت 19 سنة لكرة القدم ومنتخب البوسنة والهرسك تحت 21 سنة لكرة القدم. أما مع النوادي، فقد لعب مع نادي أولمبيك سراييفو ونادي دينامو زغرب.

## وصلات خارجية
- عامر جوجاك على موقع الاتحاد الدولي (مؤرشف)  (الإنجليزية)
- عامر جوجاك على موقع الاتحاد الأوربي (الإنجليزية)
- عامر جوجاك على موقع قاعدة بيانات كرة القدم.إي يو (الإنجليزية)
- عامر جوجاك على موقع ناشيونال فوتبول تيمز (الإنجليزية)
- عامر جوجاك على موقع Soccerbase.com (لاعب) (الإنجليزية)
- عامر جوجاك على موقع Soccerway.com (الإنجليزية)
- عامر جوجاك على موقع عالم كرة القدم.نت (الإنجليزية)
- عامر جوجاك على موقع AS.com (الإسبانية)